# Abandó
L'abandó o abandonament, en el dret civil relatiu als béns, és l'acció de renúncia voluntària, intencional i absoluta a la propietat d'un bé sense traspassar la seva titularitat a cap altra persona. Una propietat abandonada passa a no tenir amo i, per tant, pot ser apropiada mitjançant l'ocupació.

## Dret civil català
L'abandonament està regulat en els articles 543-1 i 543-2 de Codi civil de Catalunya, que estableixen, respectivament, que «La propietat s'extingeix per renúncia dels propietaris si, a més, abandonen la possessió de la cosa que n'és objecte.», i que «La voluntat d'abandonament ha d'ésser expressa i no es presumeix per la mera despossessió.».